# De optimo genere oratorum
De optimo genere oratorum (« Sur le meilleur genre d’Orateur »), est un ouvrage de Cicéron sur la rhétorique, publié en réaction aux critiques de son style faites par les orateurs romains dits attiques.

## Contexte
Cicéron est à cette époque concurrencé par d’auteurs orateurs, principalement par Licinius Calvus, qui critiquent son style en le jugeant trop chargé, et prônent au contraire une forme plus dépouillée qu’ils qualifient d’« atticisme », par référence aux orateurs attiques de la grande époque d’Athènes. Cicéron réagit avec ce traité en recentrant la définition du vrai Atticisme, et en illustrant par un exemple, la traduction en latin de deux discours, le Sur la couronne prononcé par Démosthène en  réplique au Contre Ctésiphon de son opposant Eschine, tous deux illustres orateurs attiques. Seule l’introduction rédigée par Cicéron a été conservée jusqu’à l’époque moderne, tandis que ses traductions ont disparu.
Cicéron développera plus amplement sa définition du meilleur type d’orateur dans un autre ouvrage, l’Orator ad Brutum.

## Date
La date de publication est discutée : Cicéron fait dans ce texte une allusion au procès contre Milon, qui date de 52 av. J.-C., d’où une proposition de date de rédaction légèrement postérieure, vers 52 sans certitude. D’autres historiens placent la rédaction de ce traité en 46 av. J.-C. entre celle du Brutus, une histoire des orateurs grecs et romains, et celle de l’Orator ad Brutum, qui approfondit la notion du meilleur orateur .

## Contenu
Le traité est essentiellement une introduction pour les traductions qui suivent, il est donc assez court, et tient en sept paragraphes. 
S’il existe diverses sortes de poètes, ayant chacun son individualité, et de même divers orateurs, il n’y a qu’un art oratoire, qui s’adresse à un public dans le but de l’instruire, de lui plaire et de l’émouvoir (§ I). Les modèles à suivre sont les anciens orateurs attiques, et non ceux qui ont évolué vers un style surabondant en Asie, d’où son qualificatif d’asianisme (§ III). Parmi les attiques, Lysias avec son style simple se montrait efficace sur les causes mineures, mais n’a pas expérimenté des cas médians ou élevés qui auraient exigé un style plus élaboré. Cicéron considère donc son style comme limité. En revanche, Démosthène, capable d’adapter son style selon l’importance du sujet, constitue le meilleur des modèles (§ IV). Pour en faire la démonstration par l’exemple, Cicéron annonce la traduction qu’il a faite du discours de Démosthène Sur la couronne et du Contre Ctésiphon d’Eschine. Cicéron précise que sa traduction n’est pas un mot-à-mot du grec, mais qu’elle rend l’esprit du débat et met en lumière les qualités oratoires des protagonistes (§ 5-7).